# La Palma, Zongolica
La Palma är en ort i Mexiko.   Den ligger i kommunen Zongolica och delstaten Veracruz, i den sydöstra delen av landet, 250 km öster om huvudstaden Mexico City. La Palma ligger 990 meter över havet och antalet invånare är 195.
Terrängen runt La Palma är bergig västerut, men österut är den kuperad. Terrängen runt La Palma sluttar österut. Runt La Palma är det ganska tätbefolkat, med 222 invånare per kvadratkilometer. Närmaste större samhälle är Cuichapa, 16,9 km norr om La Palma. I omgivningarna runt La Palma växer i huvudsak städsegrön lövskog.